# Palacio de los duques de Alba

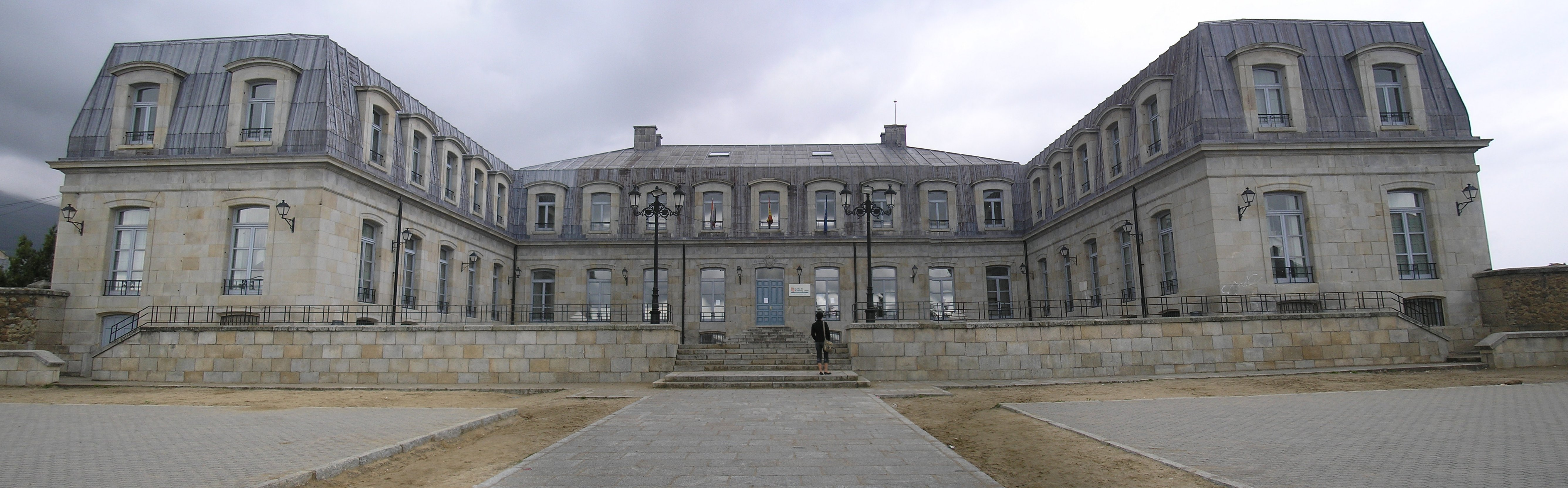
Palacio de los duques de Alba

Der Palacio de los duques de Alba (dt.: Palast der Herzöge von Alba) ist ein Palast in Piedrahíta, einer Stadt in der spanischen Provinz Ávila der Autonomen Region Castilla y León. Der Palast ist seit 1993 ein geschütztes Baudenkmal (Bien de Interés Cultural).

## Geschichte und Beschreibung
Der Palast wurde als Sommerresidenz für die Herzöge von Alba in den Jahren 1755 bis 1766 errichtet. Die Pläne für den Barockbau wurden von dem französischen Architekten Jacques Marquet (1710–1782) entworfen.
Der zweigeschossige Bau in Form eines U besitzt einen großen Innenhof. An der Rückseite schließt sich eine Parkanlage an.